# Hiolity
Hiolity (hyolity) (†Hyolitha) – gromada wymarłych zwierząt z kladu Lophotrochozoa, żyjących od kambru do permu. Jerzy Dzik zalicza je do mięczaków (Mollusca); natomiast badania Moysiuka, Smitha i Carona (2017) sugerują ich bliższe pokrewieństwo z kryzelnicami i ramienionogami. Bliskie pokrewieństwo hiolitów z ramienionogami wynika także z badań Suna i współpracowników (2018).
W kambrze i ordowiku grupa ta stanowiła ważny składnik fauny morskiej. Hiolity miały wydłużone, stożkowate, dwubocznie symetryczne muszle, spłaszczone z jednej strony. Muszla była zamknięta wieczkiem. Przy ujściu występowały rogowate wyrostki (helenie) o nieznanej funkcji.
Hiolity żyły tylko w środowisku morskim i prowadziły bentoniczny tryb życia. Prawdopodobnie były mułożercami.